# 瀬名秀明
瀬名 秀明（せな ひであき、Hideaki Sena、1968年1月17日 - ）は、日本の小説家、薬剤師。学位は博士（薬学）（東北大学・1996年）。瀬名秀明事務所代表。本名は鈴木 秀明（すずき ひであき）。

## 概要
静岡県出身のSF作家、ホラー作家である。『パラサイト・イヴ』でデビューし、『BRAIN VALLEY』で日本ホラー小説大賞を受賞した。近年はロボット関係の著述活動に力を入れている。博士（薬学）の学位を持ち、薬剤師の免許を取得している。日本SF作家クラブでは第16代会長に就任した。
宮城大学看護学部講師、東北大学大学院工学研究科特任教授、日本SF作家クラブ会長（第16代）などを歴任した。

## 来歴

### 生い立ち
東北大学大学院薬学研究科在学中に『パラサイト・イヴ』で作家デビューした。高校時代に創刊されたハヤカワ文庫モダンホラー・セレクションを全て読み、大学・大学院進学後は（大学がある）宮城県仙台市の丸善でモダンホラー小説の原書を購入して愛読し、日本ホラー小説大賞への応募を決めた後は国産ホラー小説も読むようになった。

### 小説家、大学教員として
大学院修了後、宮城大学看護学部の講師を経て、東北大学大学院工学研究科の特任教授（SF機械工学企画担当）に就任。講義などは行わず、大学の広報活動やロボット工学に関する作品の執筆、一般向けの講演活動を行い、文芸誌や科学誌で科学と人間に関したコラムや対談を多くこなした。本人のウェブサイトによると、2006年に航空機の操縦免許を取得したという。

## 人物
映画監督押井守のファンで、『機動警察パトレイバー the Movie』と『機動警察パトレイバー2 the Movie』を好きな作品に挙げる。

## 家族・親族
父は静岡県立大学名誉教授でインフルエンザウイルスの研究を行っている鈴木康夫である。瀬名の著書『インフルエンザ21世紀』の監修を行った。

## 略歴
- 1986年（昭和61年） - 静岡県立静岡高等学校卒業。
- 1990年（平成2年） - 東北大学薬学部卒業。
- 1993年（平成5年） - 正月に日本ホラー小説大賞創設の新聞広告を見て応募を決意。同年創刊の角川ホラー文庫作品を読みまくる。折原一の影響を受けて書いた叙述ミステリ風味の作品で応募。3次予選で落選するも「次回も応募を」との手紙を受け取る[1]。
- 1995年（平成7年） - 『パラサイト・イヴ』で第2回日本ホラー小説大賞を受賞し、作家デビュー（同作は、三上博史主演で映画化され、またスクウェアによってゲーム化もされた。2005年9月に全米で英訳本出版）[2]。自分が研究しているミトコンドリアをテーマにすることは、NHKスペシャル『生命40億年はるかな旅』を見て着想した[1]。
- 1996年（平成8年） - 東北大学大学院薬学研究科博士課程修了。
- 1997年（平成9年）
  - 宮城大学看護学部常勤講師となる。
  - 『BRAIN VALLEY』で第19回日本SF大賞受賞[3]。
- 2000年（平成12年） - 宮城大学を離職。
- 2006年（平成18年） - 東北大学工学研究科機械系の特任教授（SF機械工学企画担当）に就任。
- 2009年（平成21年）3月31日 - 同特任教授退任。
- 2011年（平成23年）10月 - 第16代日本SF作家クラブ会長就任[4]。
- 2013年（平成25年）3月1日 - 日本SF作家クラブ会長職を辞任し、同時に日本SF作家クラブを退会[4]。
- 2021年（令和3年） - 『NHK 100分de名著『アーサー・C・クラークスペシャル ただの「空想」ではない』』で第52回星雲賞ノンフィクション部門受賞[5]。

## 著作

### 小説
- パラサイト・イヴ（1995年4月30日 角川書店 / 1996年12月10日 角川ホラー文庫 / 2007年2月1日 新潮文庫）
- BRAIN VALLEY （1997年12月5日 角川書店【上・下】 / 2000年12月25日 角川文庫【上・下】 / 2005年10月1日 新潮文庫【上・下】）
- 八月の博物館（2000年10月30日 角川書店 / 2003年6月25日 角川文庫 / 2006年10月1日 新潮文庫）
- 虹の天象儀（2001年11月10日 祥伝社文庫） － （五島プラネタリウム、東日天文館を舞台にしている）
- あしたのロボット（2002年10月15日 文藝春秋）
  - 【改題】ハル（2005年10月10日 文春文庫）
- デカルトの密室 （2005年8月30日 新潮社 / 2008年6月1日 新潮文庫）
- 第九の日　The Tragedy of Joy（2006年6月25日 光文社 / 2008年12月20日 光文社文庫）
- ゴッサマー・スカイ（2007年12月14日 e-novels）
- Every Breath エヴリブレス（2008年3月25日 TOKYO FM出版）
  - 【改題】エヴリブレス (2012年11月15日 徳間文庫)
- 小説版ドラえもん のび太と鉄人兵団（2011年3月2日 小学館 / 2022年3月4日　小学館文庫）
- 希望（2011年7月15日 ハヤカワ文庫JA）
- 大空のドロテ I（2012年10月10日 双葉社)
- 大空のドロテ II（2012年11月25日 双葉社)
- 大空のドロテ III（2012年12月23日 双葉社)
  - 大空のドロテ （2015年11月15日 双葉文庫【上・下】）
- 月と太陽（2013年10月28日 講談社 / 2015年10月15日 講談社文庫)
- 夜の虹彩（2014年1月25日 出版芸術社)
- 新生（2014年2月28日 河出書房新社)
- この青い空で君をつつもう（2016年10月23日 双葉社 / 2020年3月15日 双葉文庫)
- 魔法を召し上がれ（2019年5月14日 講談社）
- 小説 ブラック・ジャック（2019年7月26日 誠文堂新光社）
- ポロック生命体 (2020年2月25日 新潮社 / 2022年10月28日 新潮文庫 )

### ノンフィクション
- 小説と科学　文理を超えて創造する（1999年4月23日 岩波書店）
  - 【増補・改題】ハートのタイムマシン！ 瀬名秀明の小説 / 理科倶楽部（2002年11月25日 角川文庫）
- ロボット21世紀（2001年7月20日 文春新書）
- おとぎの国の科学（2006年6月30日 晶文社）
- 瀬名秀明ロボット学論集（2008年12月20日 勁草書房）
- 大空の夢と大地の旅　ぼくは空の小説家（2009年9月25日 光文社）
- インフルエンザ21世紀（2009年12月20日 文春新書）
- ロボットとの付き合い方、おしえます（2010年10月30日 河出書房新社）
- 世界一敷居が低い最新医学教室（2011年4月15日 ポプラ社）
- 科学の栞 世界とつながる本棚（2011年12月30日 朝日新書）
- SF作家 瀬名秀明が説く！ さあ今から未来についてはなそう（2012年11月5日 技術評論社）
- 100分de名著「アーサー・C・クラーク」スペシャル 2020年3月（2020年3月1日 NHK出版）[注 1]

### 共著
- 「神」に迫るサイエンス──BRAIN VALLEY 研究序説──（1998年3月5日 角川書店 / 2000年12月25日 角川文庫） - 共著：澤口俊之、山元大輔、佐倉統、金沢創、山田整、志水一夫
- エンパラ―旬な作家15人の素顔に迫るトーク・バトル（1998年6月 光文社文庫）
- ミトコンドリアと生きる（2000年12月1日 角川Oneテーマ21） - 共著：太田成男
  - 【増補・改題】ミトコンドリアのちから（2007年9月1日 新潮文庫）
- 瀬名秀明　奇石博物館物語　課外授業ようこそ先輩別冊（2001年9月20日 KTC中央出版）
- ホラーを書く！（2002年6月 小学館文庫）
- ハイテク社会を生きる（2003年3月 北樹出版） - 共著：塚原東吾、菊池聡、矢部史郎
- 岩波講座ロボット学1 ロボット学創成（2004年9月17日 岩波書店） - 共著：井上博允、金出武雄、安西祐一郎
- 知能の謎 認知発達ロボティクスの挑戦（2004年12月20日 講談社ブルーバックス）
- シンポジウム・ライヴ 総合科学！？（2005年3月25日 丸善） - 共著：阿部謹也、長谷川真理子、佐藤正樹、加藤徹
- 心と脳の正体に迫る　成長・進化する意識、遍在する知性（2005年9月30日 PHP研究所） - 共著：天外伺朗
- 境界知のダイナミズム（2006年12月15日 岩波書店） - 共著：橋本敬、梅田聡
- ロボットのおへそ（2009年1月30日 丸善ライブラリー） - 共著：稲邑哲也、池谷瑠絵
- パンデミックとたたかう（2009年11月20日 岩波新書） - 共著：押谷仁
- 未来への周遊券（2010年3月2日 ミシマ社） - 共著：最相葉月
- 東大博士が語る理系という生き方（2010年10月5日 PHPサイエンス・ワールド新書） - 共著：池谷裕二
- 貢献する心 ヒトはなぜ助け合うのか（2012年2月10日 工作舎） - 共著：上田紀行、大武美保子、谷川多佳子、長谷川眞理子、大橋力
- 100分de名著 for ティーンズ 2018年8月（2018年8月1日 NHK出版）[注 2] - 共著：ヤマザキマリ、若松英輔、木下裕一
- ウイルスVS人類 (2020/6/19、文春新書) - 共著 押谷仁, 五箇公一, 岡部信彦, 河岡義裕, 大曲貴夫

### アンソロジー
「」内が瀬名秀明の作品
- 絆（1996年8月 角川書店）「Gene」
  - 【改題】ゆがんだ闇（1998年4月 角川文庫）
- 逆想コンチェルト 奏の2 イラスト先行・競作小説アンソロジー（2010年8月 徳間書店）「For a breath I tarry」
- NOVA 3 書き下ろし日本SFコレクション（2010年12月 河出文庫）「希望」
- 鉄人28号 THE NOVELS（2012年11月 小学館クリエイティブ）「プロメテウスの悪夢」
- SF JACK（2013年3月 角川書店）「不死の市」
- NOVA 10 書き下ろし日本SFコレクション（2013年7月 河出文庫）「ミシェル」
- 2030年の旅（2017年10月 中公文庫）「144C」
- 謎々 将棋 囲碁（2018年2月 角川春樹事務所）「負ける」

### 編著
- 贈る物語 Wonder（2002年11月25日 光文社）
  - 【改題】贈る物語 Wonder すこしふしぎの驚きをあなたに（2006年11月20日 光文社文庫）
- ロボット・オペラ（2004年6月25日 光文社）
- 科学の最前線で研究者は何を見ているのか（2004年7月20日 日本経済新聞社）
- サイエンス・イマジネーション 科学とSFの最前線、そして未来へ（2008年8月3日 NTT出版）

### 解説
- 瀬名秀明解説全集＋α（2008年2月1日 e-novels）
- 藤子・F・不二雄大全集『ドラえもん』7巻（2010年4月28日 小学館）
- 星新一『星新一 すこしふしぎ傑作選』（2013年11月10日 集英社）